# Komatsu Ltd
Pour les articles homonymes, voir Komatsu (homonymie).
Komatsu (コマツ), enregistrée sous le nom Kabushiki gaisha komatsu seisakusho (株式会社小松製作所, en anglais Komatsu Ltd.), est une entreprise japonaise qui fabrique des engins de construction et de mines, des chariots élévateurs, des chargeurs sur pneus, des bulldozers, des tombereaux, des pelleteuses et des véhicules blindés. Elle est cotée à la bourse de Tokyo et fait partie des indices Nikkei 225 et TOPIX 100. 

## Histoire
Son nom vient de la ville de Komatsu où elle a été fondée en 1917. 
Le groupe s'est installé au Royaume-Uni dès 1985. Komatsu est entré au capital de l'ex-FAI S.p.A. de la ville de Noventa Vicentina, en 1992, puis avoir acquis toutes les parts en 1996. Après avoir acheté des parts majoritaires chez Hanomag AG en 1989, elle acquiert 100 % des parts et fonde Komatsu Hanomag GmbH en 2002.
En juillet 2016, Komatsu annonce l'acquisition pour 3,7 milliards de dollars, dont une reprise de dette de 800 millions de dollars, de Joy Global, un concurrent américain basé à Milwaukee,.

## Activité
Komatsu fabrique le plus gros bulldozer (bouteur) du monde, le D575. Ses manufactures principales sont dans la ville de Komatsu. 
Komatsu est présente en Allemagne sous la désignation Komatsu Hanomag GmbH (KOHAG), à Hanovre, où elle fabrique des chargeuses sur pneus et des compacteurs. Elle est présente au Royaume-Uni à Newcastle, où il produit essentiellement des pelles sur pneus. Sa filiale italienne a son siège à Este  et produit des chargeuses et des minipelles.

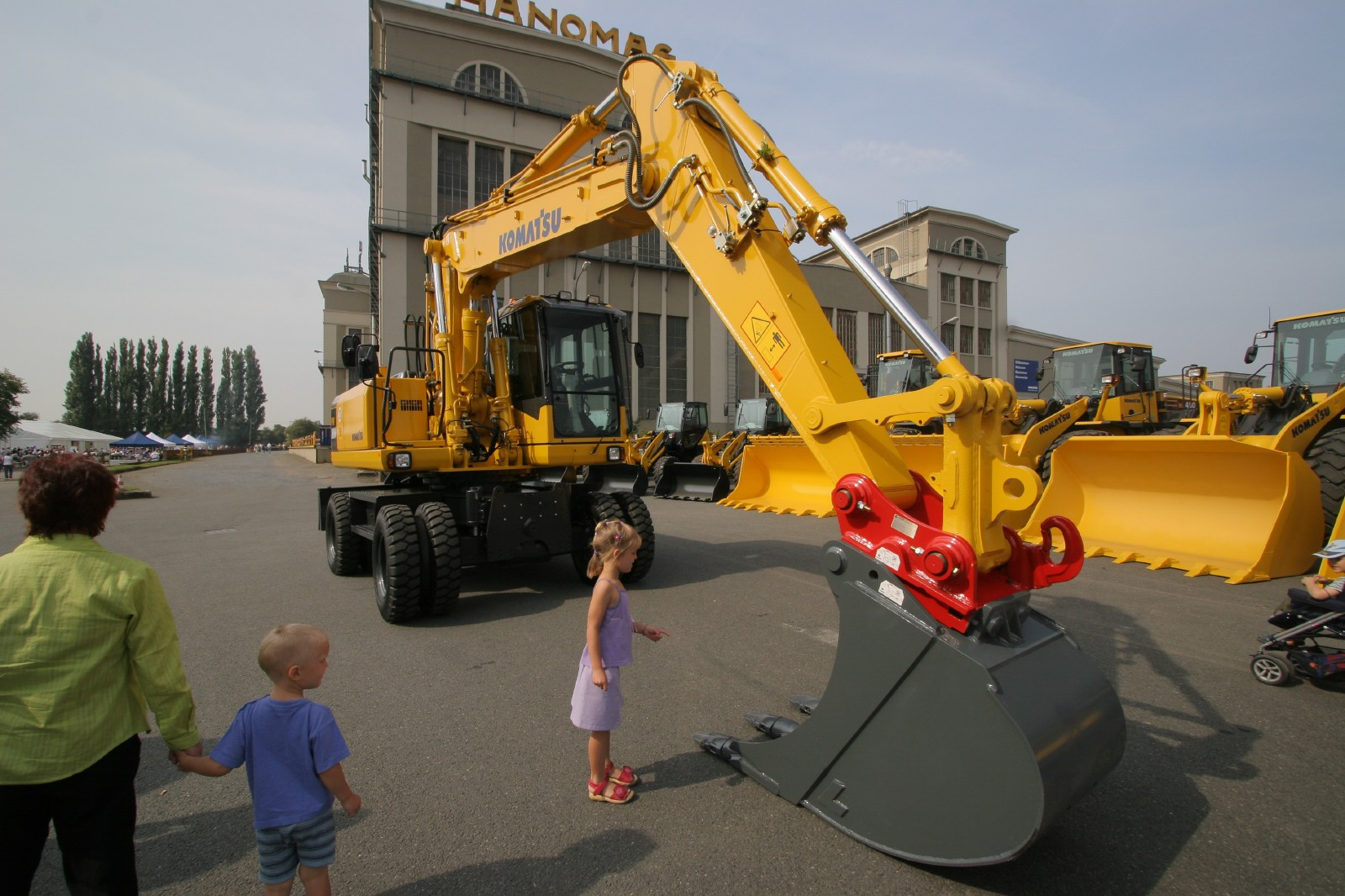
Komatsu Hanomag
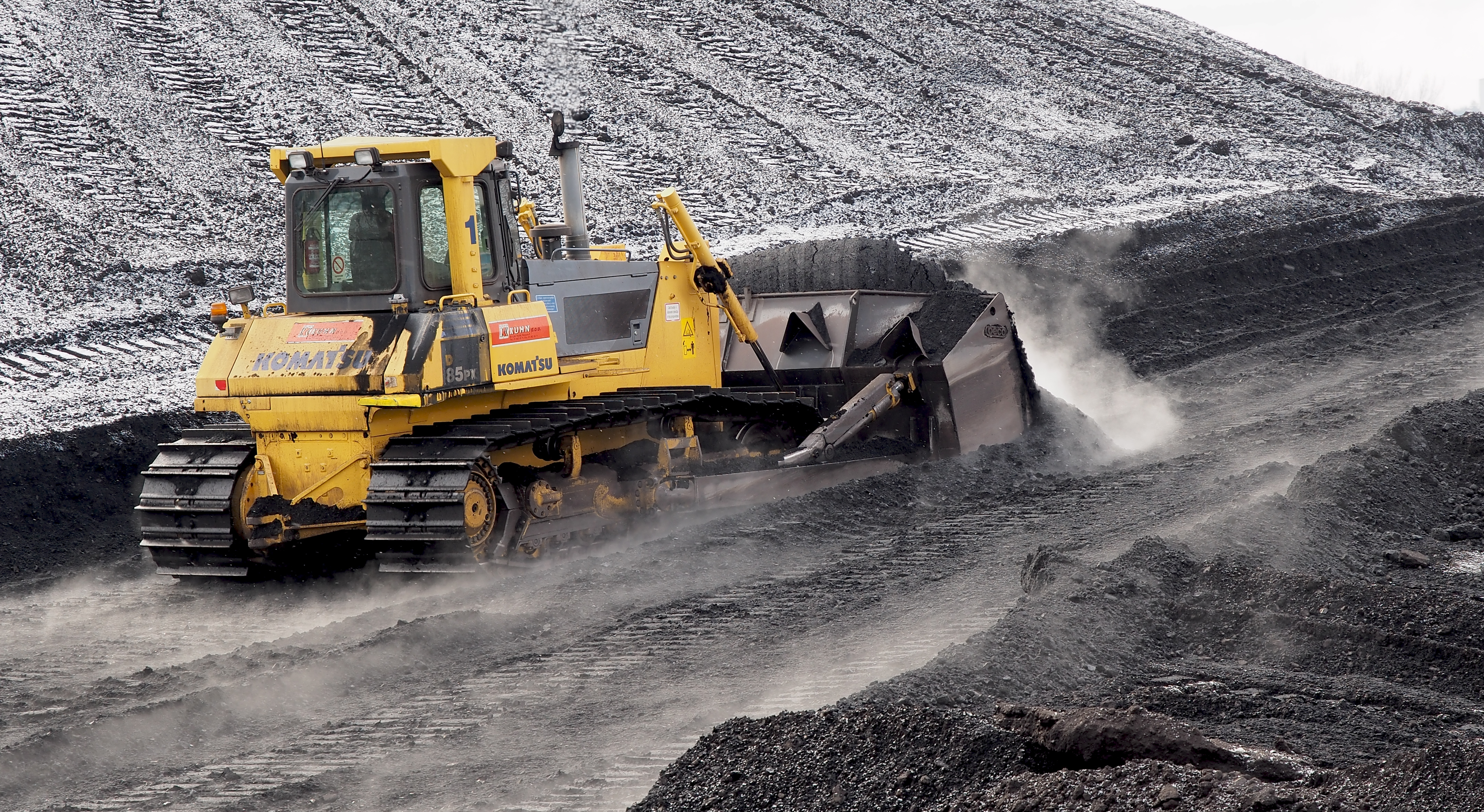
Bulldozer Komatsu répartissant le charbon dans la station de cogénération de Ljubljana. Janvier 2017.
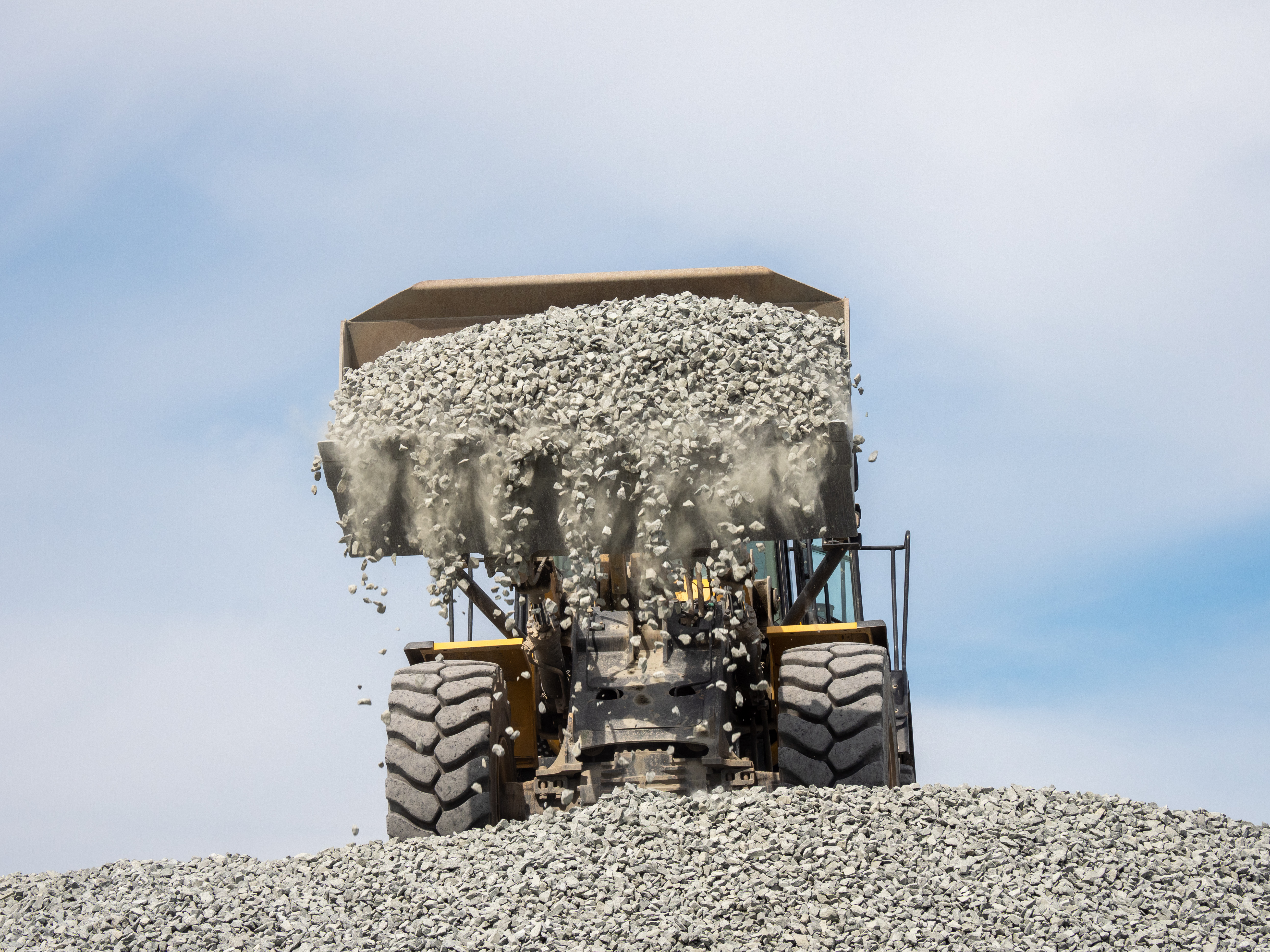
Komatsu WA380 formant un remblai de chemin de fer.
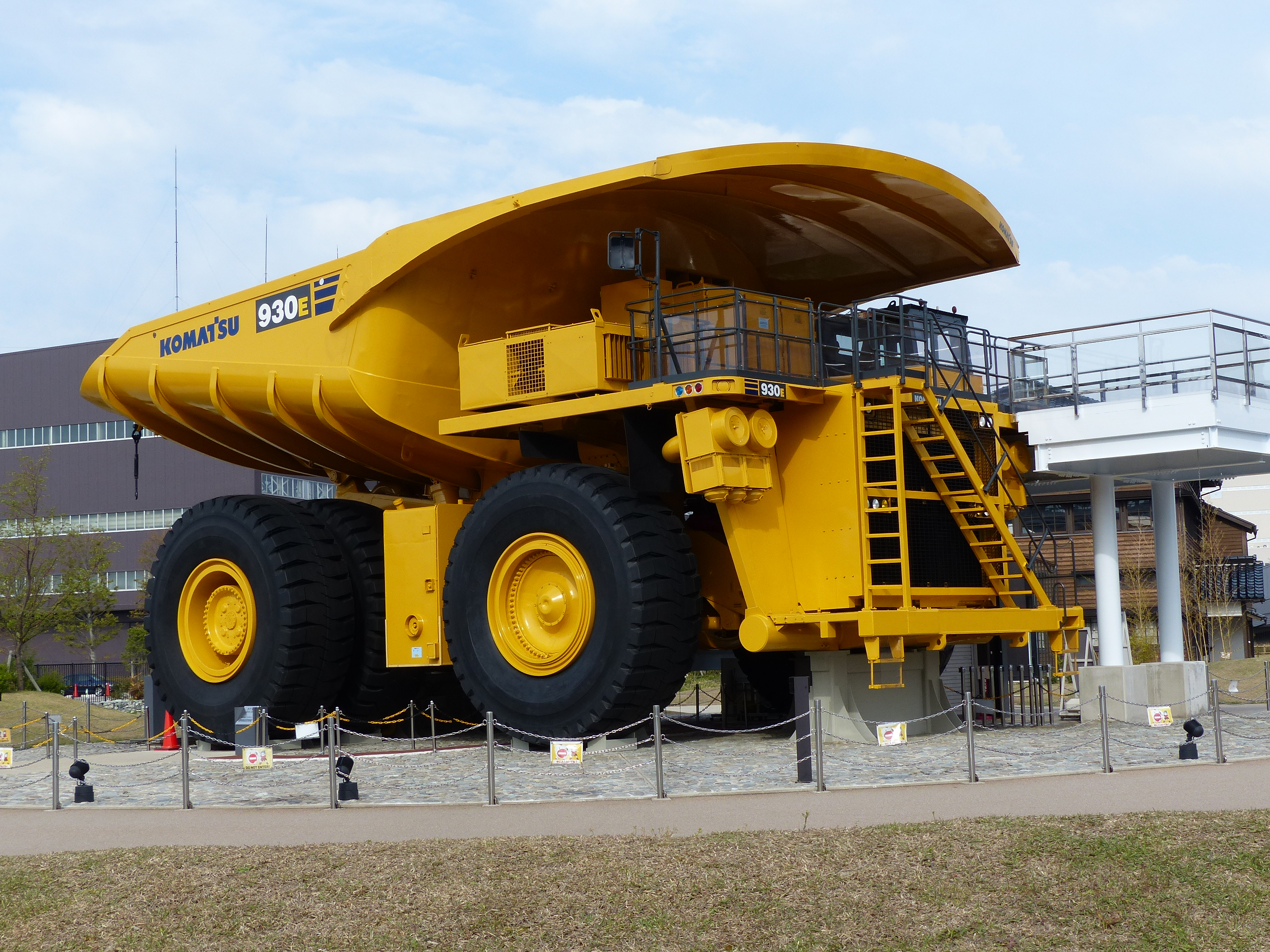
930E-2

## Machines sans conducteur
Certaines machines sont sans conducteur. En 2018, Rio dispose de 80 camion Komatsu autonomes.
100 des 700 camions autonomes de Komatsu sont des  980E-AT.